# 大慧寺
39°57′11″N 116°19′46″E / 39.9531°N 116.3295°E
大慧寺，俗称大佛寺，位于中华人民共和国北京市海淀区大慧寺路11号，是一座汉传佛教寺庙。该寺始建于明朝正德八年（1513年），曾于万历二十年（1592年）和清朝乾隆二十二年（1757年）重修，光绪年间之后逐渐荒废。中华人民共和国成立后，大慧寺建筑逐渐湮灭到仅剩一座大悲宝殿。2001年，大慧寺被列为全国重点文物保护单位。
大慧寺目前暂未对外开放，但据了解其已具备开放条件。由于历史原因，大慧寺目前已被居民区包围，只能通过小区连接公共道路。附近住户担忧开放后访客穿越小区，因此反对开放。

## 历史
大慧寺建于明正德八年（1513年）:52，是时任司礼监太监张雄创建。因寺内大悲宝殿中有一座高10余米的千手千眼观音菩萨铜立像，故民间又俗称大佛寺。嘉靖年间，该寺东侧增建佑圣观，大慧寺和佑圣观共有183间房屋，占地421亩:94。因明世宗崇尚道教，宦官们担心大慧寺被毁，遂在大慧寺北侧又增建了一座真武庙:122。万历二十年（1592年），大慧寺得以重修。清朝乾隆二十二年（1757年）再次重修，规模和样貌基本不变。光绪年间以后，大慧寺逐渐荒废:94。1933年10月24日，寺内的观音立像失火被毁，只剩下其铜头部和中部身躯。随后寺内补塑了一座木胎沥粉描彩立佛和两尊胁侍菩萨:255（据工作人员推测，原铜头部和中部身躯被重新用在木胎之中）。

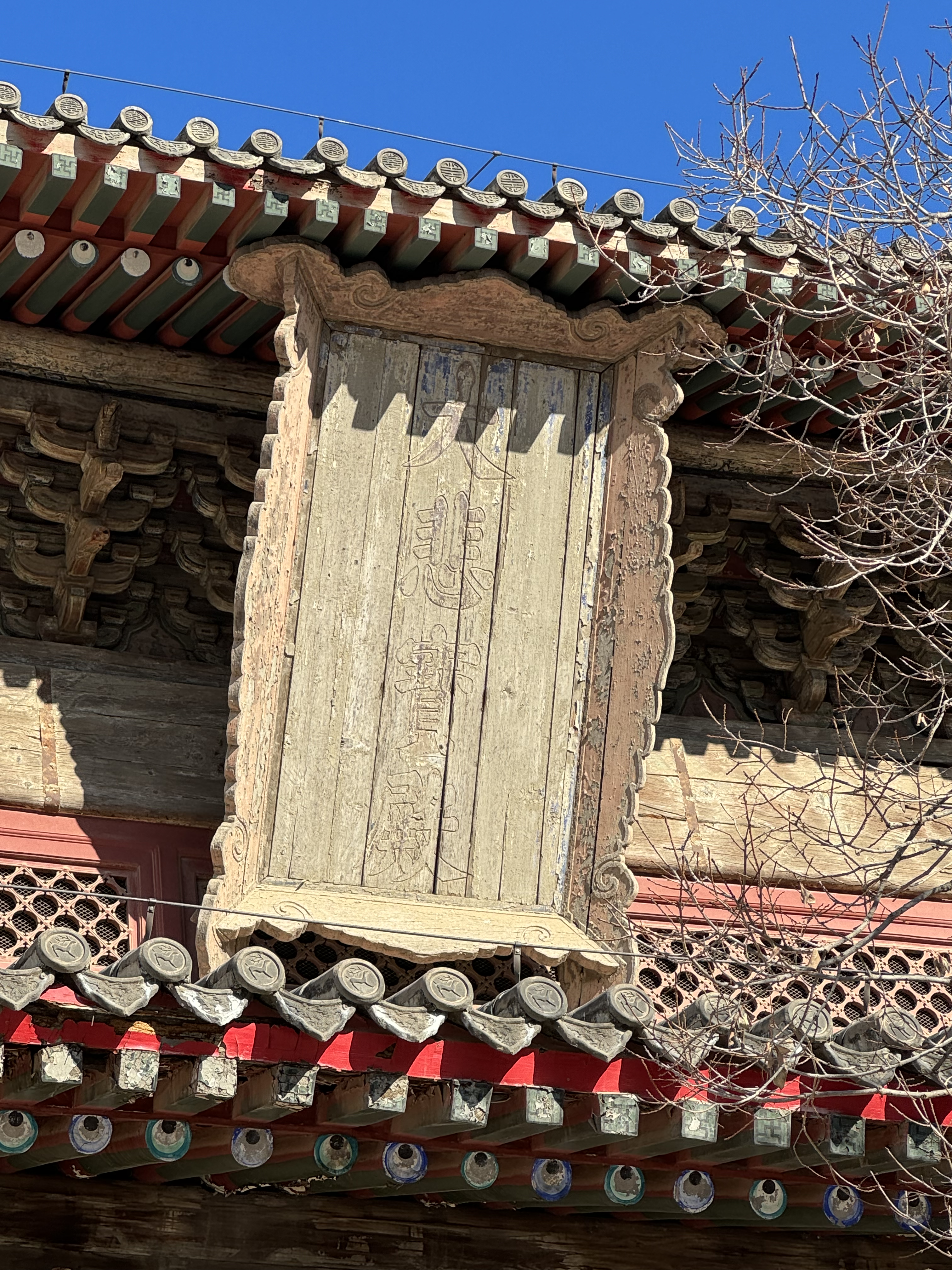
“大悲宝殿”匾额

中华人民共和国成立时，大慧寺仅剩山门、门前照壁、东西配殿和一座大悲宝殿，此后由于年久失修，仅存大悲宝殿，其余建筑全部湮灭。1957年，大慧寺被公布为北京市文物保护单位:5。1983年4月5日，一所职业高中为安排学生实习测绘，在大慧寺的大悲宝殿内引入了电源，并将灯泡挂在木柁上，之后测绘人员下班后没有关闭电源就离开了大殿，长时间发热导致大殿木结构起火。这场火灾导致部分木构件和彩画损毁，后为文物部门修复:94。1999年起，海淀区政府投资修缮了大慧寺:275。2001年，大慧寺被列为全国重点文物保护单位，当年大慧寺即被大修，周边部分现代建筑被拆除。2011年，大慧寺的修缮工程立项获国家文物局批复同意。

## 结构
大慧寺位于北京市海淀区大慧寺路11号，其大悲宝殿是目前大慧寺仅存的建筑，大殿前有七级台阶，大殿整体面阔五间，进深三间，顶为重檐庑殿顶，两檐之间有采光用的菱花窗。殿内的枋柱插头处均安放有彩色小佛。明间正面有一尊木胎沥粉描彩立佛和两尊胁侍菩萨。殿内两面山墙和后檐墙南侧共有28尊均高3米的明代泥塑彩绘诸天护法神像，这些神像安放在两组高1.1米的须弥座上，经文物工作人员确认，自门口右侧逆时针顺序依次为难陀龙王、跋难陀龙王、堅牢地神、鬼子母神、辩才天、密迹金刚、日天子、南方增长天王、东方持国天王、吉祥天女、阎魔罗王、维摩诘菩薩、乾闼婆、阿修罗王、梵天、帝释天、莫呼洛迦王、紫微大帝、紧那罗王、地藏王菩薩、摩醯首罗王、北方多闻天王、西方广目天王、月天子、韦驮天、摩利支天、散脂大将、菩提树神、东岳大帝。护法神像背后的山墙上绘有一套明代彩色工笔连环壁画，壁画内容取材自元代管道升的观音大士传，其内容为一个善良的人修行得道的故事。:94:864:255:264-270

## 图库

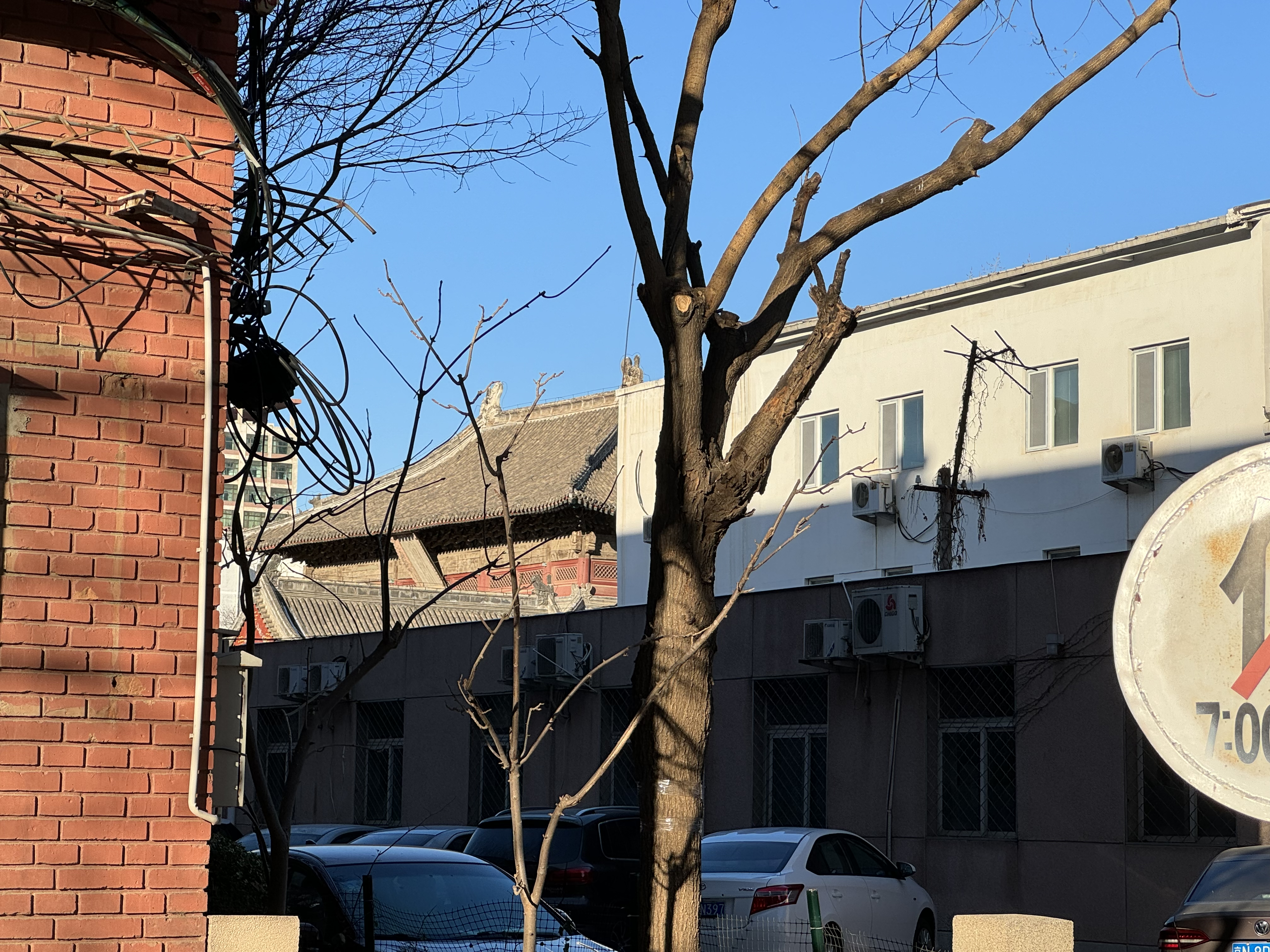
被城市包围的大慧寺